# 金造溪
金造溪，位于中华人民共和国福建省东北部的一条河流，是霍童溪右岸支流。源流称小梨洋溪，发源于屏南县南部甘棠乡新田村以南里天湖顶（海拔1417米）北麓，蜿蜒向西北流至小梨洋村以西转东北流，注入金造桥水库，出库后称“金造溪”，蜿蜒向东，流经黛溪镇黄来村、棠口镇上培村、宁德市蕉城区洪口乡金山村等地，最后于洪口乡金钟渡汇入霍童溪洪口水库库区。河长39千米，流域面积980平方千米。由于其支流棠口溪长于干流，故《中国河湖大典·东南诸河、台湾卷》等资料将棠口溪作为金造溪主源，则金造溪全长77千米。